# Puente Santa Elvira
El Puente Santa Elvira es un puente que cruza el Rio Calle Calle en Valdivia, Región de Los Ríos, y que une los sectores de Santa Elvira (en Las Ánimas) y Collico. Es el puente más largo sobre el Calle-Calle.
El puente conecta, específicamente, en el cruce del sector de Santa Elvira y en el otro extremo a la ruta T-35 (Valdivia-Antilhue-Los Lagos). También permite conectar la salida norte (ruta T-202, Valdivia-Mariquina), a través de Circunvalación y Picarte, con la salida sur (ruta T-206, Valdivia-Paillaco).
El 10 de septiembre de 2013, comenzó su construcción y finalizó en diciembre de 2015, fue abierto el 11 de enero de 2016 y entregado legalmente en mayo de 2016.

## Historia
Con el fin de descongestionar el Puente Calle-Calle y crear una vía alternativa en la salida norte de Valdivia, el Ministerio de Obras Públicas de la Región de Los Ríos, a través de la Dirección de Vialidad impulsaron este proyecto.
Los estudios comenzaron en 2009, en 2012 fue adjudicada la licitación y el 10 de septiembre de 2013 iniciaron las obras.
El puente fue abierto 4 meses antes de lo estipulado en el contrato, con el fin de mitigar los retrasos y "reducir" las críticas que había generado el Puente Cau-Cau.
A días de ser abierto al público, se descubrieron unas grietas, que resultaron ser superficiales y que no revisten daño en la infraestructura.